# جار مائيات
جار مائيات أو زعرور الماء أو الأبقونيات (الاسم العلمي Aponogetonaceae)، فصيلة نباتات مائية من رتبة المزماريات. وتضم جنس واحد وهو جارة الماء.